# Agonistas do receptor do peptídeo-1 semelhante ao glucagon
Os Agonistas do receptor do peptídeo-1 semelhante ao glucagon (GLP-1-RA) são uma classe de medicamentos usados para tratar diabetes tipo 2 e obesidade. A ADA passou a listá-los como medicamentos de primeira linha para pessoas com diabetes tipo 2 que apresentam alto risco de aterosclerose em 2022. Eles estão disponíveis por injeção subcutânea e por via oral.
Os efeitos colaterais comuns incluem náusea, diarreia e dor abdominal. Eles apresentam baixo risco de hipoglicemia; embora possam resultar em pancreatite ou gastroparesia. Os estudos com animais levantaram preocupações em relação ao carcinoma medular da tiroide. O uso não é recomendado durante a gravidez. Eles são ativadores do receptor GLP-1. Funcionam aumentando a liberação de insulina e diminuindo o glucagon em resposta ao alto nível de açúcar no sangue; e retardando o esvaziamento do estômago.
O primeiro GLP-1-RA, exenatida, foi aprovado para uso médico nos Estados Unidos em 2005. Em 2022, eles eram relativamente caros neste país, custando cerca de 1.000 dólares por mês. Existem versões que vêm pré-misturadas com insulina de ação prolongada. A escassez ocorreu em 2023 devido ao aumento da demanda.